# Hyacinthus
El jacinto (en latín Hyacinthus) es un género de plantas perenne y bulbosas perteneciente a la subfamilia de las escilóideas dentro de las asparagáceas. Es originario de la región mediterránea y África meridional. 
El jacinto común u holandés y la especie de jardín H. orientalis fueron tan populares durante el siglo XVIII que se cultivaron más de dos  tipos en los Países Bajos, el principal productor.
Los jacintos producen una única y densa espiga de fragantes flores en tonalidades rojas, azules, blancas o amarillas. Una variedad de florista más delicada y más pequeña del jacinto común es el jacinto romano (var. albulus) de pétalos azules o blancos.
En la actualidad, se reconocen solamente tres especies en el género Hyacinthus, aunque algunas autoridades colocan H. litwonowii y H. transcaspicus en el género emparentado Hyacinthella, dejando el Hyacinthus como monotipo.

## Fitoquímica

### Aceites esenciales
Se identificaron 28 compuestos volátiles en las flores frescas de jacinto. El alcohol feniletílico, el acetato de bencilo, el a-pineno y el furfural fueron los principales componentes responsables de la fragancia del Jacinto.

### Antocianinas
Se han reportado los pigmentos de las flores son constituidos por glucósidos de las antocianinas tales como la pelargonidina, delfinidina (como derivados de la awobanina)  y cianidina (como la hiacintina).

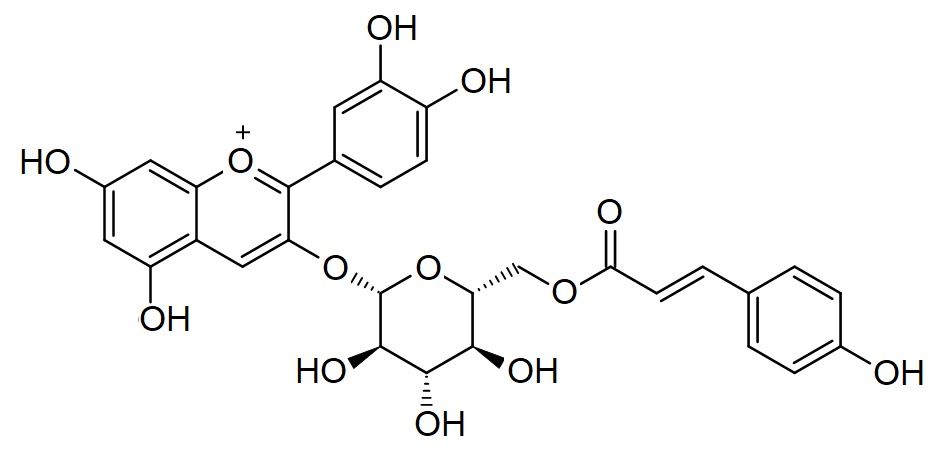
Hiacintina

### Alcaloides
Las plantas del género Hyacinthus forman pseudoalcaloides derivados de monosacáridos aminados que forman anillos de pirrolidina y de piperidina:
|                    |                      |                      |                                |
| α-Homonojirimicina | α-Homomanojirimicina | β-Homomanojirimicina | 2,5-Didesoxi-2,5-iminoheptitol |

## Taxonomía
El género fue descrito por Carlos Linneo  y publicado en Species Plantarum 1: 316. 1753. La especie tipo es: Hyacinthus orientalis
Etimología
Hyacinthus: nombre genérico que proviene de Jacinto, amante del dios Apolo según la mitología griega.

## Especies
- Hyacinthus litwinowii
- Hyacinthus orientalis L. - bretaña de jardín, jacinto legítimo.[6]
- Hyacinthus transcaspicus

## Mitología
En la mitología Griega, Jacinto (en latín, Hyacinthus), fue el amante del dios del sol Apolo. El mito cuenta que un día, Apolo y Jacinto estaban jugando a tirar discos. Apolo intentaba impresionar a Jacinto con sus habilidades de lanzamiento de discos. El dios del viento este, Céfiro, estaba celoso del amor que compartían Apolo y Jacinto, y entonces hizo que una ráfaga de viento desviara la trayectoria del disco. Jacinto fue herido mortalmente en la cabeza. Mientras moría Jacinto, Apolo hizo que se convirtiera en una flor (el Hyacinthus) con su sangre.

## Galería

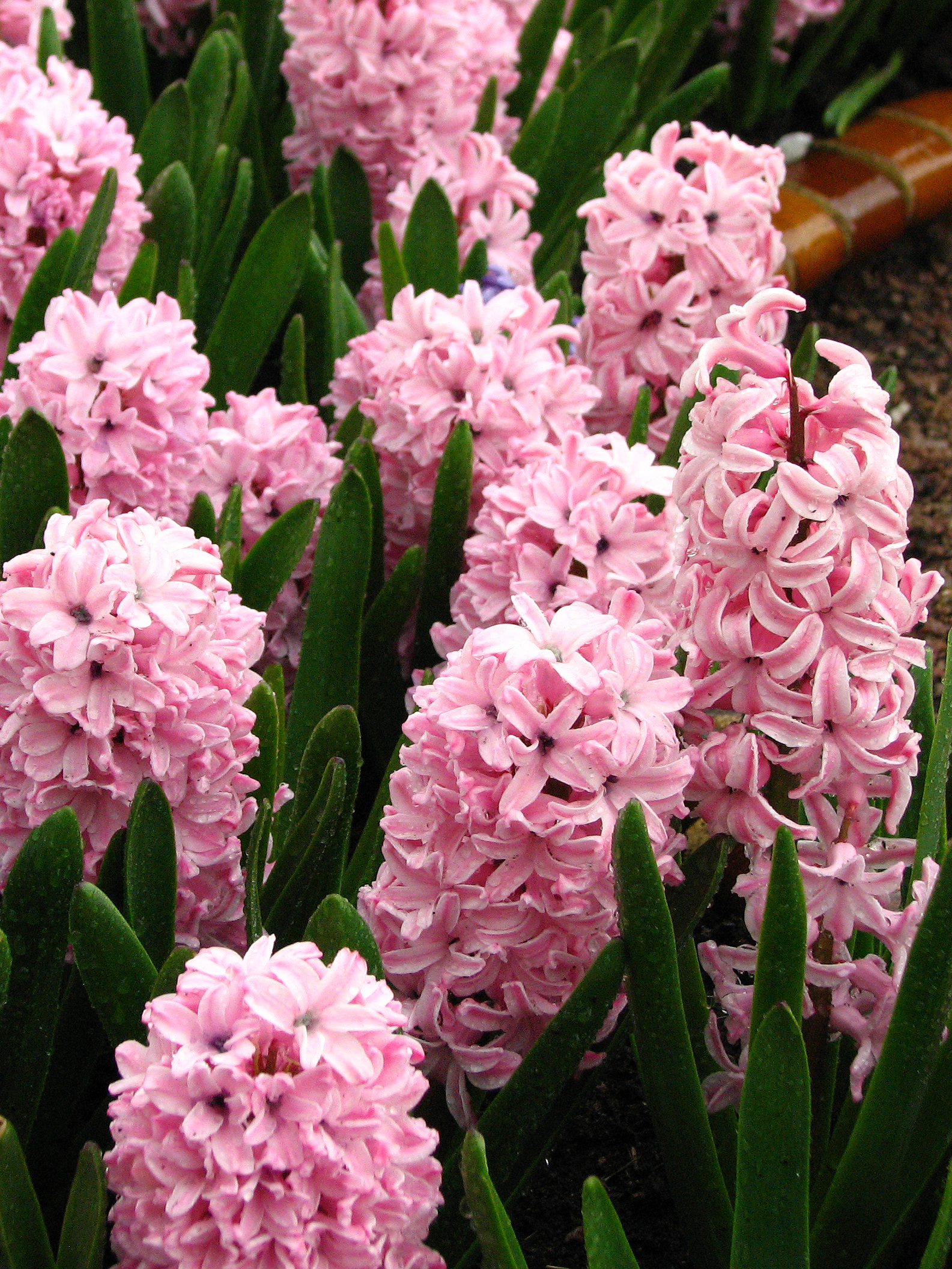
Jacinto, variedad rosada.
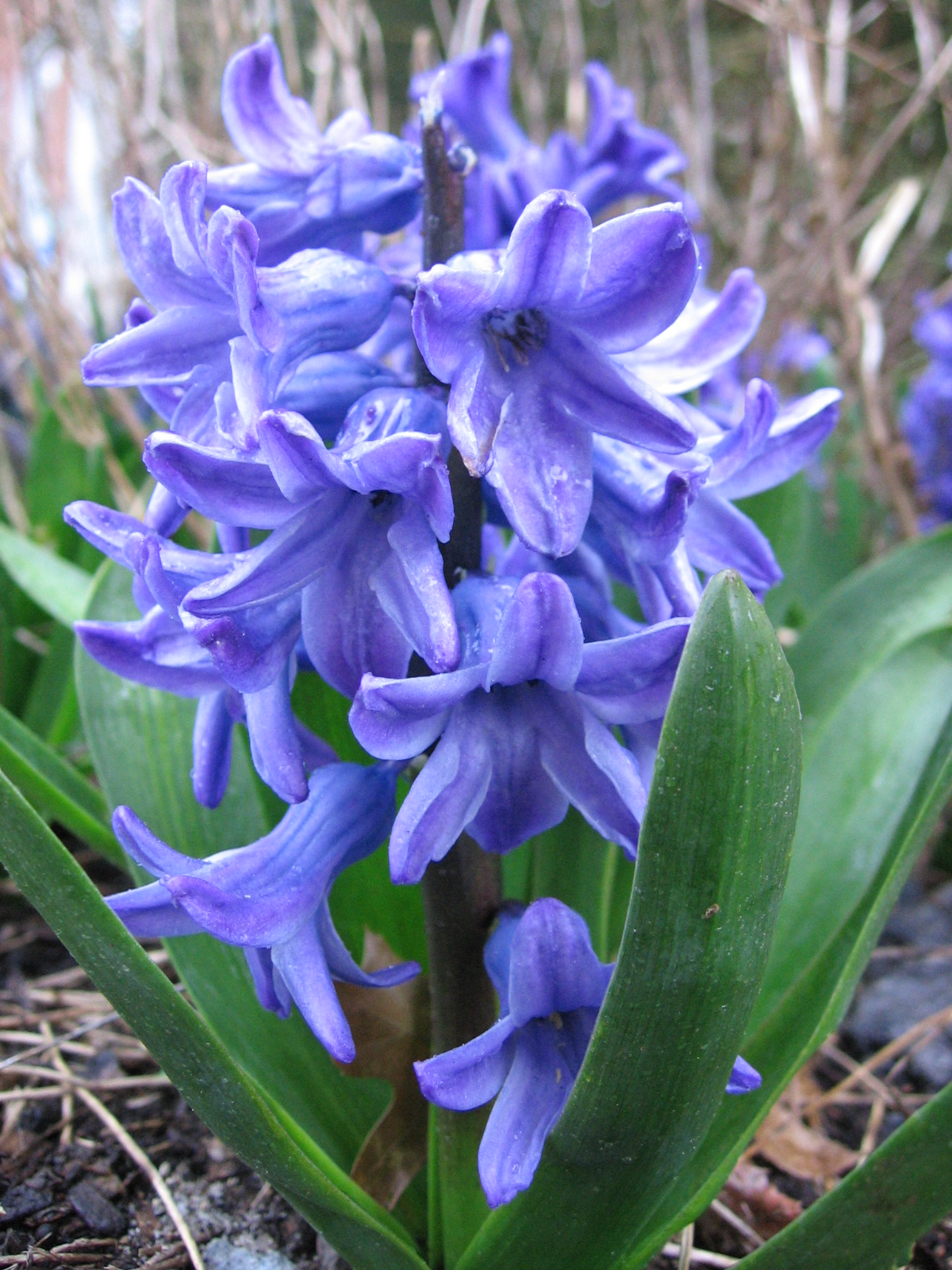
Jacinto, variedad azul.
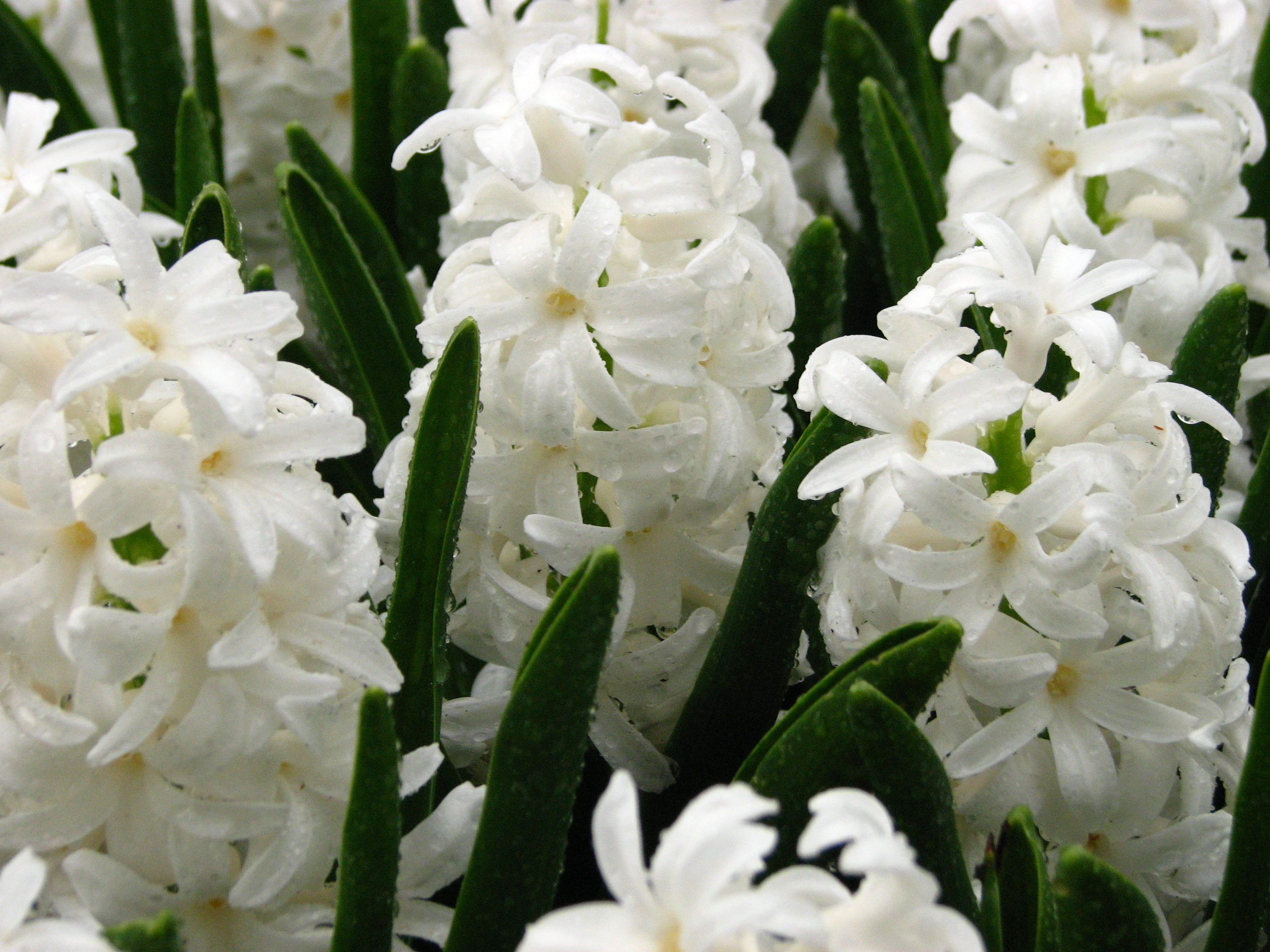
Jacinto, variedad blanca.
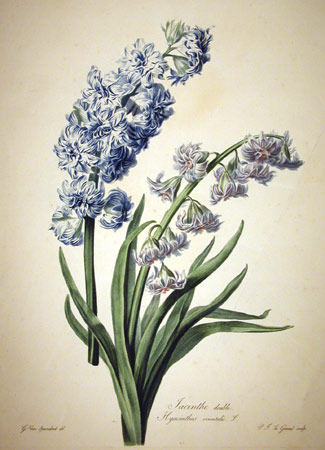
Jacinto, dibujo de Gerard Van Spaendonck.
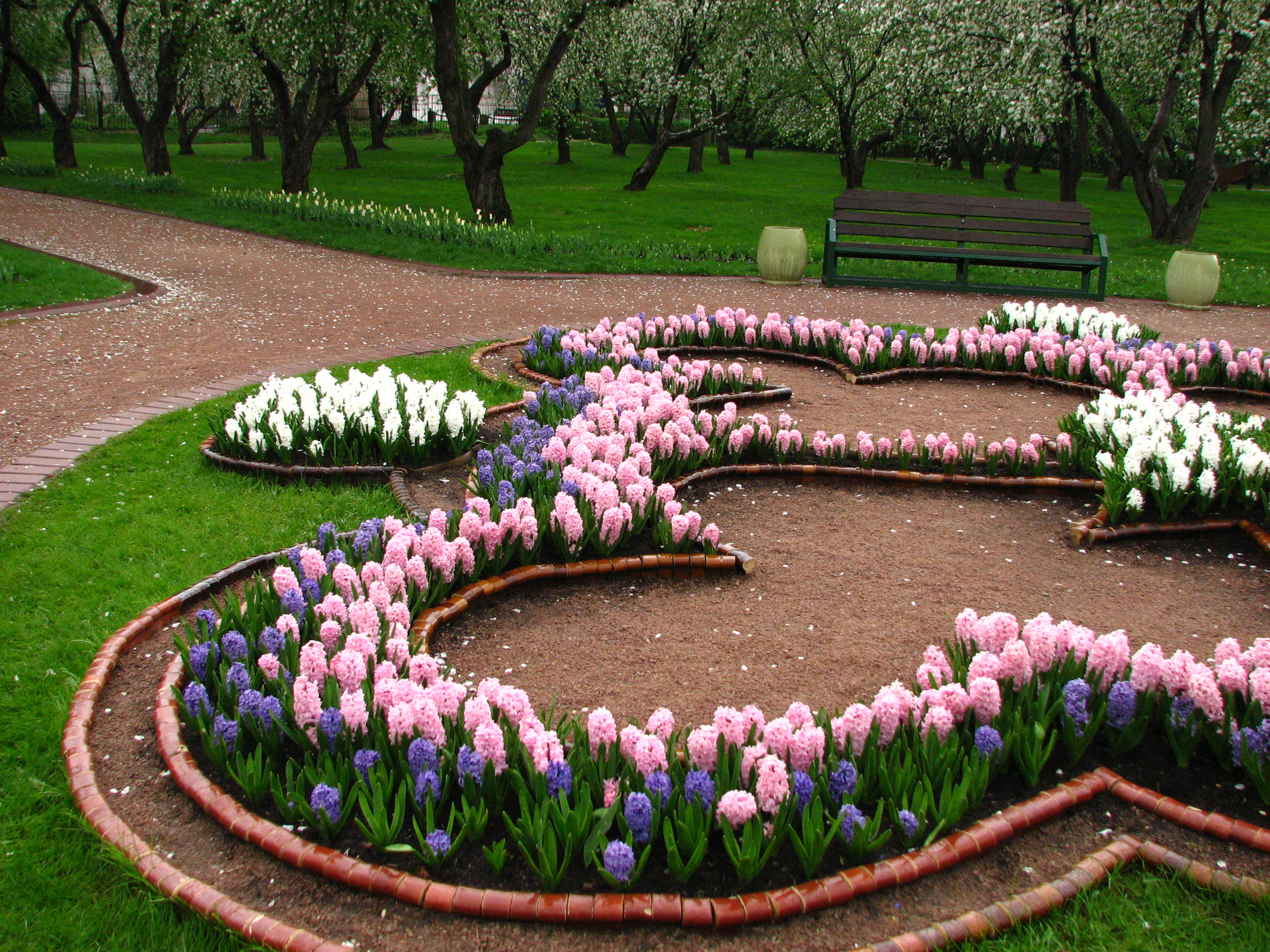
Jardín de jacintos.
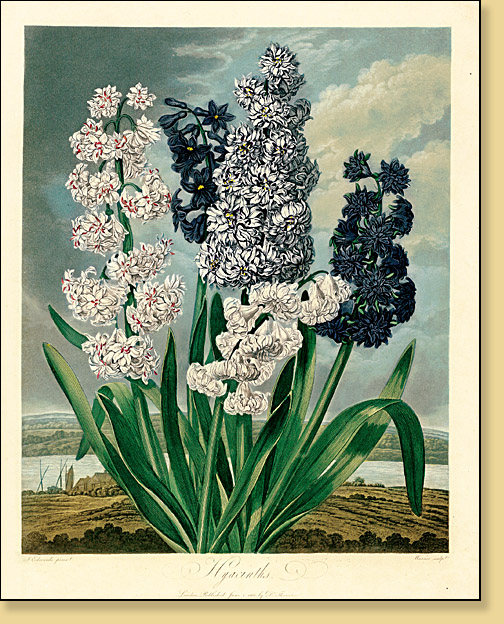
Jacintos en el Templo de Flora, dibujo de Robert John Thornton.